# Церлетт-Ольфениус, Вальтер
Вальтер Це́рлетт-Ольфе́ниус (нем. Walter Zerlett-Olfenius; 7 апреля 1897, Висбаден — 18 апреля 1975, Фюссен) — немецкий сценарист.

## Биография
Родился в семье музыкального директора, учился в школах Ганновера и родного Висбадена, с началом Первой мировой войны в 1914 году записался в Висбадене добровольцем в 80-й фузилёрский полк. Служил фанен-юнкером, а с лета 1915 года был произведён в лейтенанты. В последующем благодаря знанию английского и французского языков Церлетт-Ольфениус служил в разведке при генеральном штабе. По окончании войны в 1918 году некоторое время служил в оборонном полку Большого Берлина.
В начале 1920-х годов Церлетт-Ольфениус учился в Берлинском университете и Высшей торговой школе. Одновременно делал первые профессиональные шаги в сфере страхования. В 1922—1924 годах работал прокуристом, позднее являлся совладельцем берлинского литейного завода, лишившись средств, устроился закупщиком для британской компании London Company of General Trade. Осенью 1925 года Церлетт перешёл на работу генеральным секретарём Германского радиотехнического союза, предшественника Германского клуба радиолюбителей. На этой работе Церлетт издавал различные брошюры и работал с профессиональными изданиями в области радиотехники. В 1933—1934 годах Церлетт-Ольфениус был назначен референтом Имперского радиообщества, в 1934 году перешёл в киноиндустрию и работал на съёмках фильмов своего брата, сценариста и режиссёра Ганса Г. Церлетта.
С 1935 года Церлетт работал сценаристом, добавил к своей фамилии фамилию матери, тесно сотрудничал с режиссёром Гербертом Зельпином. Церлетт-Ольфениус писал сценарии во всех популярных киножанрах. Особенным успехом пользовались его драматические истории, в том числе два приключенческих фильма, фильм о супружеской жизни и пропагандистский фильм о путешествиях.
В 1942 году Зельпин приступил к съёмках антибританского фильма-катастрофы «Титаник», и эта совместная работа с Зельпином сыграла драматическую роль в жизни Церлетт-Ольфениуса. На съёмках фильма на борту корабля «Кап Аркона» в гдынском порту Герберт Зельпин пренебрежительно отозвался о шансах Германии на победу в войне и боевом духе и морали вермахта. Церлетт-Ольфениус донёс на режиссёра своему близкому другу, чиновнику министерства пропаганды Гансу Гинкелю, сообщив, что Зельпин наводил гнусный навет и оскорблял немецких фронтовиков. Вслед за этим Зельпин был арестован и вскоре лишился жизни при не совсем ясных обстоятельствах. «Титаник» стал последним завершённым киносценарием Церлетт-Ольфениуса. Последней работой Церлетт-Ольфениуса в кино стал в начале 1945 года проект сценария для пропагандистского фильма Hilfskreuzer, восхвалявшего германский морской флот. Проект не был реализован ввиду скорого окончания войны.
В августе 1947 года комиссия по денацификации в Мюнхене приговорила Церлетт-Ольфениуса к четырём годам исправительных работ в лагере. Половина его имущества была конфискована. В 1949 году в ходе апелляционного процесса решение комиссии было отменено, а Церлетт-Ольфениус был признан невиновным. Он уехал в Росхауптен в Альгое и больше никогда не работал в кино.
Был женат на актрисе Еве Тиншман.

## Фильмография
- 1936: Skandal um die Fledermaus
- 1936: Spiel an Bord
- 1936: Die Frau des Anderen
- 1937: Alarm in Peking
- 1937: Ab Mitternacht
- 1938: Narren im Schnee
- 1939: Wasser für Canitoga
- 1940: Ein Mann auf Abwegen
- 1940: Пандур Тренк / Trenck, der Pandur
- 1940: Карл Петерс / Carl Peters
- 1941: Geheimakte W.B. 1
- 1943: Титаник / Titanic